# 9 août en sport
9 juillet 9 septembre
Chronologies thématiques
- Croisades
- Ferroviaires
- Disney

Le 9 août (221e jour de l'année ou 222e en cas d'année bissextile) en sport.

## Événements

### XXesièclede1901à1950
- 1908 :
  - (Cyclisme) : Lucien Petit-Breton remporte le Tour de France. Le Luxembourgeois François Faber termine 2e et Georges Passerieu 3e. La deuxième place de Faber constitue le meilleur résultat pour un cycliste non français sur le tour après la troisième place du Belge Aloïs Catteau en 1905.
- 1930 :
  - (Athlétisme) : le Canadien Percy Williams porte le record du monde du 100 mètres à 10,3 secondes. Ce record tiendra près de six ans.
- 1936 :
  - (Athlétisme) : l'Américain Jesse Owens remporte sa quatrième médaille d'or olympique sur le relais 4 × 100 mètres.
- 1942 :
  - (Football) : Match de la mort entre le FC Start (formation ukrainienne) et une équipe issue de la Wehrmacht.

### XXesièclede1951à2000
- 1987 :
  - (Formule 1) : Grand Prix automobile de Hongrie.
- 1992 :
  - (Jeux olympiques) : à Barcelone, clôture des Jeux olympiques d'été de 1992.
- 1998 :
  - (Basket-ball) : la Yougoslavie est championne du monde en s'imposant en finale 64-62 face à la Russie.

### XXIesiècle
- 2012 :
  - (JO) : 16e jour de compétition aux Jeux olympiques.
- 2015 :
  - (Natation /Championnats du monde) : en natation sportive, dans l'épreuve du 50 m dos messieurs, victoire du Français Camille Lacourt. Dans le 50 m brasse féminin, victoire de la Suédoise Jennie Johansson. Dans le 400 m quatre nages hommes, victoire du Japonais Daiya Seto. Dans le 50 m nage libre femmes, victoire de l'Australienne Bronte Campbell. Dans le 1 500 m nage libre hommes, victoire de l'Italien Gregorio Paltrinieri. dans le 400 m quatre nages féminin, victoire de la Hongroise Katinka Hosszú. Dans le relais 4 × 100 m quatre nages masculin, victoire des Américains Ryan Murphy, Kevin Cordes, Thomas Shields et Nathan Adrian. Dans le relais 4 × 100 m quatre nages femmes, victoire des Chinoises Fu Yuanhui, Fu Yuanhui, Lu Ying et Shen Duo.
- 2016 :
  - (Jeux olympiques de Rio 2016) : 7e jour de compétition aux Jeux de Rio.
- 2017 :
  - (Athlétisme /Championnats du monde) : sur la 7e journée des Championnats du monde d'athlétisme, chez les hommes, victoire sur le 400 m haies, du Norvégien Karsten Warholm; chez les femmes, sur le 400 m, victoire de l'Américaine Phyllis Francis et sur le lancer de poids, victoire de la Chinoise Gong Lijiao.
  - (Rugby à XV /Mondial féminin) : début de la 8e édition de la Coupe du monde féminine de rugby à XV qui se déroule en Irlande dans les villes de Belfast et de Dublin jusqu'au 26 août 2017.
- 2018 :
  - (Championnats sportifs européens) : sur la 8e journée de compétition, en natation sportive, chez les hommes, sur 50 m nage libre, victoire du Britannique Benjamin Proud, sur 100 m papillon, victoire de l'Italien Piero Codia, sur 400 m quatre nages, victoire du Hongrois Dávid Verrasztó et sur le relais 4 × 100 m quatre nages, victoire des Britanniques Nicholas Pyle, Adam Peaty, James Guy et Duncan Scott. Chez les femmes, sur nage papillon, victoire de la Suédoise Sarah Sjöström, sur 50 m brasse, victoire de la Russe Yuliya Efimova, sur le 200 m dos, victoire de l'Italienne Margherita Panziera, sur le 400 m nage libre, victoire de l'Italienne Simona Quadarella et sur le relais 4 × 100 m quatre nages, victoire des Russes Anastasia Fesikova, Yuliya Efimova, Svetlana Chimrova et Maria Kameneva. En plongeon, chez les hommes, sur la plateforme à 10 m, victoire du Russe Aleksandr Bondar et au tremplin à 3 m, victoire du Britannique Jack Laugher. En eau libre, chez les hommes et chez les femmes, sur 10 km, victoire des Néerlandais Ferry Weertman et Sharon van Rouwendaal. En triathlon, chez les femmes, victoire de la Suisse Nicola Spirig. En athlétisme, chez les hommes, sur le 200 m, victoire du Turc Ramil Guliyev, sur le 3 000 m steeple, victoire du Français Mahiedine Mekhissi-Benabbad, sur le 400 m haies, victoire du Turc Yasmani Copello et au javelot, victoire de l'Allemand Thomas Röhler. Chez les femmes, sur le 100 m haies, victoire de la Belarusse Elvira Herman et à la perche, victoire de la Grecque Ekateríni Stefanídi
- 2019 :
  - (Football) :
    - (Premier League) : début de la 121e édition de la Premier League. Le plus haut niveau du football professionnel anglais, organisé par la Football Association Premier League, oppose cette saison vingt clubs en une série de trente-huit rencontres jouées jusqu'au 17 mai 2020. Trois promus de deuxième division qui sont Norwich City, Sheffield United et Aston Villa vainqueur des barrages de promotion de deuxième division remplacent les relégués Cardiff City, Fulham FC et Huddersfield Town.
    - (Ligue 1) : début de la 82e édition de la Ligue 1 qui se terminera le 23 mai 2020[1]. Les équipes promues de deuxième division sont le FC Metz et le Stade brestois 29 qui remplacent le SM Caen et l'EA Guingamp.
- 2020 :
  - (Compétition automobile /Formule 1) : le Grand Prix automobile du 70e anniversaire qui se dispute sur le circuit de Silverstone voit la victoire de Max Verstappen qui devance Lewis Hamilton et Valtteri Bottas complète le podium[2].
- 2024 :
  - (Jeux olympiques d'été /JO de Paris) : 16e jour de compétitions des Jeux olympiques.

## Naissances

### XIXesiècle
- 1874 :
  - Albin Lermusiaux, athlète de fond et de demi-fond français. Médaillé de bronze sur 1 500 m aux Jeux olympiques d'été de 1896. († 20 janvier 1940).
- 1886 :
  - Jean Dubly, footballeur français. (1 sélection en équipe de France). († 21 novembre 1953).
  - Frederick Holmes, tireur à la corde britannique. Champion olympique aux Jeux d'Anvers 1920. († 9 novembre 1944).
  - Jops Reeman, footballeur néerlandais. Médaillé de bronze aux Jeux de Londres 1908. (2 sélections en équipe nationale). († 16 mars 1959).
- 1900 :
  - Gunnar Rydberg, footballeur suédois. († 30 novembre 1984).

### XXesièclede1901à1950
- 1904 :
  - Raymonde Canolle, athlète de sprint française. († 17 octobre 1975).
  - Gabriel Marcillac, cycliste sur piste et sur route français. († 4 octobre 1984).
- 1907 :
  - John Hore joueur de rugby à XV néo-zélandais. (45 sélections en équipe nationale). († 7 juillet 1979).
- 1911 :
  - Eddie Futch, boxeur puis entraîneur américain. († 10 octobre 2001).
- 1914 :
  - Joe Mercer, footballeur puis entraîneur anglais. (5 sélections en équipe nationale). Vainqueur de la Coupe d'Europe des vainqueurs de coupe 1970. Sélectionneur de l'Équipe d'Angleterre en 1974. († 9 août 1990).
  - Ali de Vries, athlète de sprint néerlandaise. († 20 janvier 2007).
- 1927 :
  - Alois De Hertog, cycliste sur route belge. Vainqueur de Liège-Bastogne-Liège 1953. († 22 novembre 1993).
- 1928 :
  - Bob Cousy, basketteur puis entraîneur américain.
- 1929 :
  - Jeff Butterfield, joueur de rugby à XV anglais. Vainqueur du Grand Chelem 1957. (28 sélections en équipe nationale). († 30 avril 2004).
- 1931 :
  - Mário Jorge Lobo Zagallo, footballeur puis entraîneur brésilio-italo-libanais. Champion du monde de football 1958 et 1962. (33 sélections avec l'équipe du Brésil). Sélectionneur de l'Équipe du Brésil de 1967 à 1968, de 1970 à 1974 puis de 1994 à 1998 et en 2002, de l'Équipe du Koweït de 1976 à 1978, de l'Équipe d'Arabie saoudite de 1981 à 1984 puis de l'Équipe des Émirats arabes unis de football de 1989 à 1990. Médaillé de bronze aux Jeux d'Atlanta 1996. Champion du monde de football 1970. Vainqueur de la Copa América 1997. († 5 janvier 2024).
- 1932 :
  - Bill Forester, joueur de foot U.S. américain. († 27 avril 2007).
- 1933 :
  - Yoshinobu Oyakawa, nageur américain. Champion olympique du 100m dos aux Jeux d'Helsinki 1952.
- 1938 :
  - Rod Laver joueur de tennis australien. Vainqueur des Grand Chelem 1962 et 1969, de l'Open d'Australie 1960,  des Wimbledon 1961 et 1968, des Coupe Davis 1959, 1960, 1961, 1962 et 1973.
  - Otto Rehhagel, footballeur puis entraîneur allemand. Vainqueur de la Coupe d'Europe des vainqueurs de coupe 1992. Sélectionneur de l'équipe de Grèce de 2001 à 2010, championne d'Europe de football 2004.
- 1939 :
  - Hércules Brito Ruas, footballeur brésilien. Champion du monde de football 1970. (46 sélections en équipe nationale).
- 1941 :
  - Paul Lindblad, joueur de baseball américain. († 1er janvier 2006).
- 1942 :
  - Tommie Agee, joueur de baseball américain. († 22 janvier 2001).
- 1943 :
  - Ken Norton, boxeur américain. Champion du monde poids lourds de boxe anglaise du 18 mars 1978 au 9 juin 1978. († 18 septembre 2013).
- 1944 :
  - George Armstrong, footballeur puis entraîneur anglais. († 1er novembre 2000).
  - Patrick Depailler, pilote de F1 français. (2 victoires Grand Prix). († 1er août 1980).
- 1945 :
  - Aleksandr Gorelik, patineur artistique de couple soviétique puis russe. médaillé d'argent aux jeux de Grenoble 1968. († 27 septembre 2012).
  - Zurab Sakandelidze, basketteur soviétique puis géorgien. Médaillé de bronze aux Jeux de Mexico 1968 puis champion olympique aux Jeux de Munich 1972. Champion du monde de basket-ball masculin 1967. Champion d'Europe de basket-ball 1965, 1967, 1969 et 1971. († 25 janvier 2004).
- 1946 :
  - Lilyana Tomova, athlète de demi-fond bulgare. Championne d'Europe d'athlétisme du 800m  et médaillée d'argent du 1 500 m 1974.
  - Issa Hayatou, footballeur et dirigeant sportif camerounais. († 8 août 2024).
- 1947 :
  - Roy Hodgson, footballeur puis entraîneur anglais. Sélectionneur de l'Équipe de Suisse de 1992 à 1995, de l'Équipe des Émirats arabes unis de 2000 à 2004, de l'Équipe de Finlande de 2006 à 2007 puis de l'Équipe d'Angleterre en 2012.

### XXesièclede1951à2000
- 1953 :
  - Ludo Peeters, cycliste sur route belge. Vainqueur du Tour de Luxembourg 1978.
- 1954 :
  - Loïc Amisse, footballeur puis entraîneur français. (12 sélections en équipe de France).
- 1957 :
  - Paul Frommelt, skieur alpin liechtensteinois. Médaillé de bronze du slalom aux Jeux de Calgary 1988.
- 1958 :
  - Louis Garneau, cycliste et homme d’affaires canadien.
- 1961 :
  - Brad Gilbert joueur de tennis américain. Médaillé de bronze en simple aux Jeux de Séoul 1988.
- 1962 :
  - Hot Rod Williams, basketteur américain. († 11 décembre 2015).
- 1963 :
  - Philippe Thirion, pilote de courses automobile français.
- 1964 :
  - Brett Hull, hockeyeur sur glace américano-canadien. Médaillé d'argent aux Jeux de Salt Lake City 2002.
  - Dumitru Stângaciu, footballeur puis entraîneur roumain. (5 sélections en équipe nationale).
- 1967 :
  - Deion Sanders, joueur de baseball et de foot U.S. américain.
- 1970 :
  - Rod Brind'Amour, hockeyeur sur glace canadien.
- 1971 :
  - Davide Rebellin, cycliste sur route italien. Vainqueur des Flèche wallonne 2004, 2007 et 2009, de Liège-Bastogne-Liège 2004 et de l'Amstel Gold Race 2004. († 30 novembre 2022).
- 1972 :
  - Sabrina Pettinicchi, basketteuse en fauteuil roulant canadienne. Championne olympique aux Jeux d'Atlanta 1996 puis aux Jeux de Sydney 2000 et médaillée de bronze aux Jeux d'Athènes 2004. Championne du monde de basket-ball en fauteuil roulant 1998 et 2002.
- 1973 :
  - Filippo Inzaghi, footballeur italien. Champion du monde de football 2006. Vainqueur de la Ligue des champions 2003 et 2007. (57 sélections en équipe nationale).
- 1974 :
  - Raphaël Poirée, biathlète puis entraîneur français. Médaillé d'argent de la poursuite et de bronze du relais 4 × 7,5 km aux Jeux de Salt Lake City 2002. Médaillé de bronze du relais 4 × 7,5 km aux Jeux de Turin 2006. Champion du monde de biathlon du 15 km départ en ligne 2000 et 2002, champion du monde de biathlon du 15 km départ en ligne et du relais 4 × 7,5 km 2001, champion du monde de biathlon du sprint 10 km, du 20 km individuel et du 15 km départ en ligne 2004 et champion du monde de biathlon du 20 km individuel 2007.
- 1977 :
  - Rico Hill, basketteur américain.
  - Mikaël Silvestre, footballeur français. Vainqueur de la Ligue des champions 2008. (40 sélections en équipe de France).
- 1979 :
  - Ronnie Quintarelli, pilote de courses automobile japonais.
- 1980 :
  - Adam Jones, pilote de courses automobile britannique.
  - Manuele Mori, cycliste sur route italien.
- 1981 :
  - Ahmed Fellah, basketteur français.
- 1982 :
  - Joel Anthony, basketteur canadien. (30 sélections en équipe nationale).
  - Tyson Gay, athlète de sprint américain. Champion du monde d'athlétisme du 100 m, 200 m et du relais 4 × 100 m 2007.
  - Kanstantsin Siutsou, cycliste sur route biélorusse. Vainqueur du Tour de Géorgie 2008.
- 1985 :
  - Dennis Marshall, footballeur costaricien. (19 sélections en équipe nationale). († 23 juin 2011).
  - Filipe Luís Kasmirski, footballeur brésilien. Vainqueur de la Copa América 2019, des Ligue Europa 2012 et 2018. (44 sélections en équipe nationale).
- 1986 :
  - Robert Kišerlovski, cycliste sur route croate.
- 1988 :
  - Igor Smolnikov, footballeur russe. (30 sélections en équipe nationale).
  - Willian, footballeur brésilien. Vainqueur de la Copa América 2019, de la Coupe UEFA 2009 et de la Ligue Europa 2019. (70 sélections en équipe nationale).
- 1989 :
  - Su Bingtian, athlète de sprint chinois. Champion d'Asie d'athlétisme du 100 m 2011, 2013 et 2018 puis du relais 4 × 100 m 2014 et 2015.
- 1990 :
  - Grant Gilchrist, joueur de rugby à XV écossais. (22 sélections en équipe nationale).
  - Sasha Goodlett, basketteuse américaine.
  - Stuart McInally, joueur de rugby à XV écossais. (26 sélections en équipe nationale).
- 1991 :
  - Furkan Aldemir, basketteur turc. (23 sélections en équipe nationale).
- 1993 :
  - Steevy Cerqueira, joueur de rugby à XV franco-portugais. (12 sélections avec l'équipe du Portugal).
  - Jordan Lefort, footballeur français.
- 1994 :
  - Alexander Djiku, footballeur franco-ghanéen. (21 sélections avec l'équipe du Ghana).
- 1995 :
  - Daria Dmitrieva, handballeuse russe. Championne olympique aux Jeux de Rio 2016. (95 sélections en équipe nationale).
- 1997 :
  - Hifumi Abe, judoka japonais. Champion du monde de judo des -66 kg 2017 et 2018.
  - Gabriel Suazo, footballeur chilien. (22 sélections en équipe nationale).
- 2000 :
  - Rodrigo Nestor, footballeur brésilien.
  - Djed Spence, footballeur anglais.

### XXIesiècle
- 2001 :
  - Dominic Young, joueur du rugby à XIII anglais.
- 2002 :
  - Zoubida El Bastali, footballeuse marocaine.
  - Robin Østrøm, footballeur norvégien.
- 2003 :
  - Johan Dorussen, coureur cycliste néerlandais.
  - Théo Magnin, footballeur suisse.
- 2004 :
  - Georgi Harutyunyan, footballeur arménien. (14 sélections en équipe nationale).
  - Jesper Uneken, footballeur néerlandais.

## Décès

### XXesièclede1901à1950
- 1939 :
  - Victor Le Fanu, 74 ans, joueur de rugby à XV irlandais. (11 sélections en équipe nationale). (° 14 octobre 1865).
- 1945 :
  - Harry Hillman, 63 ans, athlète d sprint et de haies américain. Champion olympique du 400 m, du 200 m haies et du 400 m haies aux Jeux de Saint-Louis 1904 puis médaillé d'argent du 400 m aux Jeux de Londres 1908. (° 8 septembre 1881).
  - Charles Sands, 79 ans, golfeur, joueur de tennis et joueur de paume américain. Champion olympique aux Jeux de Paris 1900. (° 22 décembre 1865).

### XXesièclede1951à2000
- 1953 :
  - Auguste Giroux, 79 ans, joueur de rugby à XV français. Champion olympique aux Jeux de Paris 1900. (° 29 juillet 1874).
- 1962 :
  - Poul Nielsen, 70 ans, footballeur danois. Médaillé d'argent aux Jeux de Stockholm 1912. (38 sélections en équipe nationale). (° 25 décembre 1891).
  - Bjørn Rasmussen, 77 ans, footballeur danois. Médaillé d'argent aux Jeux de Londres 1908. (2 sélections en équipe nationale). (° 19 mai 1885).
- 1973 :
  - Charles Daniels, 88 ans, nageur américain. Champion olympique du 220 yards, du 44 yards, du relais 4 × 50 yards, médaillé d'argent du 100 yards et médaillé de bronze du 50 yards aux Jeux de Saint-Louis 1904 puis champion olympique du 100 m nage libre et médaillé de bronze du relais 4 × 200 m nage libre aux Jeux de Londres 1908. (° 24 mars 1885).
- 1979 :
  - Walter O'Malley, 75 ans, dirigeant de baseball américain. (° 9 octobre 1903).
- 1990 :
  - Joe Mercer, 76 ans, footballeur puis entraîneur anglais. (5 sélections en équipe nationale). (° 9 août 1914).
- 1991 :
  - Schubert Gambetta, 71 ans, footballeur uruguayen. Coupe du monde de football 1950. Vainqueur de la Copa América 1942. (36 sélections en équipe nationale). (° 14 avril 1920).

### XXIesiècle
- 2001 :
  - Jacky Boxberger, 42 ans, athlète de fond et de demi-fond français. (° 16 avril 1949).
- 2005 :
  - Colette Besson, 59 ans, athlète de sprint française. Championne olympique du 400 m aux Jeux de Mexico 1968. Médaillée d'argent du relais 4 × 400 m et du 400 m aux Championnats d'Europe d'athlétisme 1969. (° 7 avril 1946).
- 2007 :
  - Rudolf Thanner, 62 ans, hockeyeur sur glace allemand. Champion olympique aux Jeux d'Innsbruck 1976. (118 sélections en équipe nationale). (° 20 août 1944).
- 2009 :
  - Thomas Knopper, 19 ans, pilote pilote de courses automobile et de karting néerlandais. (° 2 février 1990).